# Montbouy
Montbouy är en kommun i departementet Loiret i regionen Centre-Val de Loire strax norr Frankrikes mitt. Kommunen ligger i kantonen Châtillon-Coligny som tillhör arrondissementet Montargis. År 2022 hade Montbouy 727 invånare.

## Befolkningsutveckling
Antalet invånare i kommunen Montbouy
| Referens: INSEE |